# Phytoliriomyza pulchella
Phytoliriomyza pulchella är en tvåvingeart som beskrevs av Spencer 1986. Phytoliriomyza pulchella ingår i släktet Phytoliriomyza och familjen minerarflugor.
Artens utbredningsområde är New York. Inga underarter finns listade i Catalogue of Life.